# Municipio de Tecomatlán
El municipio de Tecomatlán es uno de los 217 municipios en que se divide el estado mexicano de Puebla. Se localiza en el sur de la entidad, y forma parte de la región económica de Izúcar de Matamoros. Representa un municipio modelo de desarrollo y nivel de vida alto en una región particularmente pobre del país. Ha sido gobernada en un esquema de participación organizada colectiva en la que interviene la comunidad entera bajo la coordinación del Movimiento Antorchista Nacional, para el cual representa un símbolo de lucha y materialización de sus postulados políticos y económicos para toda la nación. Es sede anual de la Espartaqueada Nacional Cultural y Deportiva.

## Toponimia
Tecomatlán es un topónimo de origen náhuatl. Deriva de los vocablos tecómitl (olla de piedra) y -tlan (desinencia que indica localidad). Por tanto, se traduce como Lugar de ollas de piedra.
Acotación:
Tecomatlán significa lugar de tecomates, tecomate es un árbol que produce unos frutos esféricos de cáscara resistente en forma de ollas (de 15 a 30 cm de diámetro), estos recipientes se usan como almacenadores de agua, conservan el agua muy fresca.

## Geografía
El municipio posee una superficie de 181,15 kilómetros cuadrados. Se encuentra localizado en el sur del estado de Puebla. Limita con el municipio de Piaxtla al norte y al oriente; al suroeste, con el municipio de Tulcingo; y al noroeste, con el municipio de Chila de la Sal y el municipio de Axutla. De acuerdo con el Marco geoestadístico municipal del Instituto Nacional de Estadística, Geografía e Informática (INEGI, 2005), Tecomatlán posee un enclave en el límite con el estado de Oaxaca, seaparado del resto del municipio por los municipios de Piaxtla y Tulcingo, y limitado al oriente por el enclave del municipio de Acatlán.
Tecomatlán forma parte de la Mixteca Baja poblana, y específicamente de la región del Valle de Acatlán. Por esta planicie corren los ríos Acatlán y Mixteco, entre las estribaciones de las sierras de sierra de Acatlán y Mixteca. Domina el clima semicálido subhúmedo con lluvias en verano. La vegetación propia es la de la selva baja caducifolia.

## Demografía
De acuerdo con el Censo de Población y Vivienda de 2010, realizado por el Instituto Nacional de Estadística y Geografía, el municipio de Tecomatlán tiene una población total de 5 420 habitantes, de los cuales 2 578 y 2 8422 son mujeres.

### Localidades
El municipio tiene un total de 26 localidades. Las principales localidades y su población son las siguientes:
| Localidad            | Población |
| Total Municipio      | 5 420     |
| Tecomatlán           | 2 624     |
| Olomatlán            | 995       |
| San Miguel de Lozano | 427       |
| La Unión             | 395       |
| Quicayán             | 211       |